# 廷格雷吉夫
廷格雷吉夫（法語：Tinguereguif），是馬里的城鎮，位於該國北部，由通布圖區的迪雷省負責管轄，面積140平方公里，海拔高度252米，2009年人口4,775，人口密度每平方公里34.11人。